# SiROP
| SiROP (Student Research Opportunities Program) |                                |
| Logo                                           |                                |
| Gründungsjahr                                  | 2002                           |
| Partnerinstitute                               | 10                             |
| Land                                           | Schweiz Deutschland Frankreich |
| Internetseite                                  | www.siropglobal.org            |

SiROP (Student Research Opportunities Program) ist eine Website, um wissenschaftliche Projekte auszuschreiben, zu verwalten, zu finden und sich darauf zu bewerben. Forscher, welche an Hochschulen des SiROP-Netzwerkes arbeiten, können diverse Projektformen wie Praktikum, Bachelor, Master und PhD über eine standardisierte Benutzeroberfläche kostenlos ausschreiben.
Die folgenden Universitäten und Institute sind Teil des SiROP-Netzwerkes:
Universitäten
- ETH Zürich
- Universität Zürich
- Technische Universität München
- RWTH Aachen
- Technische Hochschule Chalmers
- Technische Universität Delft
- Polytechnikum Mailand
- Universität Tübingen
- EPFL

Institute/Hochschulen
- CERN
- ZHAW
- PSI
- EMPA
- EAWAG